# 내 이름은 김삼순
《내 이름은 김삼순》은 2005년 6월 1일부터 2005년 7월 21일까지 방영한 문화방송 수목드라마이다.
촌스러운 이름과 뚱뚱한 외모라는 컴플렉스를 갖고 있는 30대 노처녀 김삼순이 전문 파티시에로 당당히 살아가는 삶과 사랑을 경쾌하게 그려낸 로맨틱 코미디 드라마로, 2005년 최고 시청률 51.1%를 기록했다. 이 작품으로 김선아는 MBC 연기대상에서 대상을 수상하며 배우로도 또다시 인정받았으며, 신인 배우였던 현빈, 정려원, 다니엘 헤니는 일약 인기 스타로 떠올랐다.
또한, 필리핀에서도 방영되어 40% 이상의 시청률을 기록하였고 리메이크 작품인 《Ako si Kim Samsoon》도 2008년 6월 30일부터 방영되어 인기를 끌었다.

## 제작진
- 기획 - 김사현
- 연출 - 김윤철
- 극본 - 김도우
- 원작 - 지수현
- 촬영 - 김경철, 이영관
- 조명 - 조흥수
- 동시녹음 - 김영재
- 조연출 - 강대선, 김진욱, 오현종

## 등장 인물

### 주요 인물
- 김선아 : 김삼순(30세) 역 (아역 나윤희) - 프렌치 레스토랑 보나뻬띠 주방 베이커, 파티쉐, 전 고교 농구선수
- 현빈 : 현진헌(27세) 역 - 프렌치 레스토랑 보나뻬띠 사장

### 주변 인물
- 정려원 : 유희진(27세) 역 - 진헌의 옛 연인
- 다니엘 헤니 : 헨리 킴(30대 중반) 역 - 의사, 어머니가 입양된 한국계 미국인
- 이규한 : 민현우(30-33세) 역 - 삼순의 옛 연인, 건축설계사
- 이윤미 : 장채리(26세) 역 - 현우의 약혼녀

### 삼순이네
- 故 김자옥 : 박봉숙(53세) 역 - 삼순의 어머니
- 맹봉학 : 삼순의 아버지 역 (사망 당시 40대 중후반으로 추정)
- 이아현 : 김이영(31세) 역 - 삼순의 둘째언니

### 진헌이네
- 김성겸 : 나회장 역 - 진헌의 외삼촌
- 나문희 : 나현숙(50대 후반) 역 - 진헌의 어머니
- 윤예희 : 윤현숙(40세 전후) 역 - 나현숙 사장의 비서
- 서지희 : 현미주(7세) 역 - 진헌의 조카이자 진헌의 죽은 형과 형수의 딸

### 보나뻬띠 사람들
- 여운계 : 오 여사(60대 초반) 역 - 총지배인
- 권해효 : 이현무(30대 후반) 역 - 총주방장
- 김현정 : 장영자(27세) 역 - 홀 안내원
- 한여운 : 이인혜(22세) 역 - 주방 베이커 삼순의 보조

### 그 외 인물
- 이한 : 김병태 역 - 의사, 진헌과 희진의 친구
- 신은경 : 문정임 역 - 의사, 진헌과 희진의 친구
- 윤지영 : 보나뻬띠 웨이트리스 1 역
- 장주연 : 보나뻬띠 웨이트리스 2 역
- 서정주 : 보나뻬띠 웨이트리스 3 역
- 안이화 : 보나뻬띠 웨이트리스 4 역
- 육훈 : 보나뻬띠 웨이터 역
- 박성균 : 보나뻬띠 요리사 1 역
- 유정석 : 보나뻬띠 요리사 2 역
- 라왕규 : 보나뻬띠 요리사 3 역
- 정한헌 : 커플매니저 역
- 최재호 : 호텔주방장 역
- 김기방 : 보나뻬띠 설거지맨 역
- 이옥정 : 맞선녀 1 역
- 이경미 : 맞선녀 2 역
- 이승형 : 바람둥이 남편 역
- 이상숙 : 바람둥이의 아내 역
- 서일현 : 맞선남 역
- 이진환 : 나사장 기사 역
- 단강호 : 은행사 직원 역
- 정영금 : 포장마차 주인 역
- 박태진 : 바바리맨 역
- 원종례 : 채리의 어머니 역
- 반혜라 : 삼순이네 방앗간을 인수받은 여자 역
- 조주현 : 진헌 형수 역
- 윤대원 : 오토바이맨 역
- 오서운 : 맞선녀 역
- 김선은 : 진헌의 친구 역
- 한춘일 : 경비원 역
- 최성웅 : 택시기사 역
- 전일범 : 삼순의 맞선남 역
- 안여진 : 레스토랑 손님 역
- 김대성 : 부동산 중개업자 역
- 김영선 : 레스토랑 손님 역
- 서준영 : 삼순의 개명허가서를 찢어버리는 역
- 성인자 : 주방용품 가게주인 역
- 한춘일 : 경비원 역
- 오서운 : 맞선녀 역

## 시청률
최저 시청률과 최고 시청률은 시청률 조사회사와 지역별로 시청률에 차이가 있을 수 있습니다.
| 2005년      | 2005년                                           | 2005년      | 2005년         | 2005년       |
| 회차        | 부제                                             | 방송일      | AGB 시청률     | AGB 시청률   |
| 회차        | 부제                                             | 방송일      | 대한민국(전국) | 서울(수도권) |
| ----------- | ------------------------------------------------ | ----------- | -------------- | ------------ |
| 1회         | 인생은 봉봉 오 쇼콜라가 가득든 초콜릿상자입니다  | 6월 1일     | 17.4%          | 17.8%        |
| 2회         | 우리, 연애나 한번 해볼까요?                      | 6월 2일     | 22.9%          | 24.2%        |
| 3회         | 연애계약서 쓰는 법 좀 알려주세요!                | 6월 8일     | 28.5%          | 29.2%        |
| 4회         | OVER THE RAINBOW                                 | 6월 9일     | 31.2%          | 32.1%        |
| 5회         | 사랑은 원래 유치한 거예요                        | 6월 15일    | 35.3%          | 36.5%        |
| 6회         | 키스의 열량, 사랑의 열량                         | 6월 16일    | 35.1%          | 36.1%        |
| 7회         | 마들렌, 잃어버린 시간을 찾아서                   | 6월 22일    | 35.0%          | 35.9%        |
| 8회         | 아버지, 왜 이렇게 내 연애는 힘든거죠?            | 6월 23일    | 37.7%          | 39.1%        |
| 9회         | 당신은 내가 드린 마음을 장난감처럼...            | 6월 29일    | 37.4%          | 39.2%        |
| 10회        | 내 이름은 김희진                                 | 6월 30일    | 39.9%          | 40.3%        |
| 11회        | 실수라고 말하지 말아요. 이건 두 번째 키스니깐요. | 7월 6일     | 43.4%          | 44.7%        |
| 12회        | 뭐 어때? 난 이제 겨우 서른살인데!                | 7월 7일     | 42.8%          | 44.0%        |
| 13회        | 그녀와 이별하는 법...                            | 7월 13일    | 45.0%          | 46.8%        |
| 14회        | 연애질의 기초                                    | 7월 14일    | 44.0%          | 45.1%        |
| 15회        | 연애질의 정석                                    | 7월 20일    | 46.0%          | 47.8%        |
| 16회        | 사랑하라, 한번도 상처받지 않은 것처럼            | 7월 21일    | 49.1%          | 51.1%        |
| 평균 시청률 | 평균 시청률                                      | 평균 시청률 | 36.9%          | 38.1%        |

## OST
| #            | 제목                                           | 작사                    | 작곡                    | 편곡  | 재생 시간 |
| ------------ | ---------------------------------------------- | ----------------------- | ----------------------- | ----- | --------- |
| 1.           | 〈봉봉 오 쇼콜라 Ⅰ〉 (김상헌)                  |                         | 김상헌                  | 2:34  |           |
| 2.           | 〈Be My Love〉 (이승열 & 알렉스 of 클래지콰이) | 이승열, 클래지(Clazzi)  | 클래지(Clazzi)          | 4:33  |           |
| 3.           | 〈She Is〉 (클래지콰이)                        | 강현민                  | 강현민                  | 3:47  |           |
| 4.           | 〈WFS〉 (김상헌)                               |                         | 김상헌                  | 2:19  |           |
| 5.           | 〈고별〉 (조용원)                              | 이은석                  | 성환                    | 4:26  |           |
| 6.           | 〈이별 못한 이별〉 (지선)                      | W(Where The Story Ends) | W(Where The Story Ends) | 3:39  |           |
| 7.           | 〈봉봉 오 쇼콜라 Ⅱ〉 (김상헌)                  |                         | 김상헌                  | 2:17  |           |
| 8.           | 〈고별 Ⅱ〉 (해나)                              | 성환, 이은석            | 성환                    | 3:25  |           |
| 9.           | 〈보낼 수 없는 사랑〉 (저스트(Just))           | 김민이, 변광일          | John+K                  | 3:50  |           |
| 10.          | 〈Gravity〉 (임순범)                           |                         | 이한철                  | 2:13  |           |
| 11.          | 〈Inside My Heart〉 (김정은)                   | 김정은                  | 최경호                  | 4:35  |           |
| 12.          | 〈Be My Love〉 (Inst.)                         |                         | 클래지(Clazzi)          | 4:35  |           |
| 13.          | 〈She Is〉 (Inst.)                             |                         | 강현민                  | 3:46  |           |
| 14.          | 〈봉봉 오 쇼콜라 Ⅲ〉 (김상헌)                  |                         | 김상헌                  | 2:31  |           |
| 총 재생 시간 | 총 재생 시간                                   | 총 재생 시간            | 총 재생 시간            | 48:30 |           |

## 수상 경력
2005년
- MBC 연기대상 여자 인기상, 베스트 커플상, 여자 최우수연기상, 대상 - 김선아
- MBC 연기대상 남자 인기상, 베스트 커플상, 남자 최우수연기상 - 현빈
- MBC 연기대상 여자 우수연기상 - 정려원
- MBC 연기대상 남자 신인연기상 - 다니엘 헤니
- 그리메상 최우수 여자연기상 - 김선아
- 제6회 대한민국 영상대전 탤런트부문 포토제닉상 - 김선아

2006년
- 제42회 백상예술대상 TV부문 대상 - 내 이름은 김삼순
- 제42회 백상예술대상 TV부문 극본상 - 김도우
- 제1회 코리아 드라마 어워즈 여우주연상 - 김선아
- 제18회 한국방송프로듀서상 연기자상 - 김선아
- 제1회 서울 드라마 어워즈 미니시리즈 부문 최우수상 - 내 이름은 김삼순

## 참고 사항
- 정려원이 분했던 유희진 역은 당초 한예슬이 낙점됐으나 SBS 드라마 《그 여름의 태풍》 녹화 스케줄과 겹쳐 고사하였다.
- 2005년 7월 24일 드라마의 인기에 힘입어 MBC 스페셜 《대한민국 김삼순》이 만들어져 방영되기도 했다. 대한민국을 강타한 이 드라마를 집중 조명하여 ‘삼순이 신드롬’의 분석했다. 대한민국 김삼순들은 어떤 모습으로 살아가는지, 이 드라마가 우리사회에 던지는 메시지가 무엇인지도 함께 살펴봤다. 또한 첫 대본 리딩 현장과 촬영 현장도 모습 등 드라마와 관련된 영상도 공개했다. 극중 삼순이가 소주를 홀짝이던 장소에서 30대 싱글 여자들의 수다를 통해 어떤 고민들을 안고 살아가는지 살폈다. 드라마의 식지 않는 열기로 시청률도 각각 12.9%(TNmS)와 13.5%(AGB닐슨)으로 높게 나왔다.[2][3]
- 2005년 9월 19일 《2005 삼순이 선발대회》가 추석특집으로 방영되었다. 이 시대의 진정한 ‘삼순이’를 뽑는다는 명목하에 제작한 프로그램이다. 1등 상품으로 ‘삼식이(현진헌)와의 일일 데이트’를 내거는 등 다양한 코너를 만들어 흥미를 위발하며 전국에서 모여든 600여 명의 신청자 가운데 본선에 오른 12명이 참가했다. 평범하지만 솔직당당했던 ‘김삼순’의 매력을 살린 것이 아니라, 뚱뚱하고 소리 크게 욕하는 모습을 돼지에 비유하는 등 외형적으로 드러난 삼순이의 일면만을 왜곡하고 과장시켰다. 그리하여 ‘김삼순’을 사랑했던 많은 팬들로부터 추억마저 더럽힌 특집이라는 비판을 받았다.[4][5][6][7][8]
- 2014년 8월 《60분 드라마-내 이름은 김삼순》이란 제목으로 MBC퀸과 MBC 드라마넷에서 방영하였다.[9]
- 2016년 4월 30일 밤 10시부터 전편이 방영되었다. 이는 MBC드라마넷에서 ‘2016 연중 기획’으로 매월 시청자들이 뽑은 ‘내 인생의 드라마’를 선정하는 이벤트를 실시하고 선정된 드라마를 마지막 토요일에 전편을 연속 방송한 것이다. 《다모》(3월)에 이어 두 번째로 방영되었다.[10]

## 동시간대 드라마
- KBS 수목 미니시리즈

《부활》 (2005년 6월 1일 ~ 2005년 8월 18일)
- SBS 수목 미니시리즈

《건빵선생과 별사탕》 (2005년 4월 13일 ~ 2005년 6월 2일)
《돌아온 싱글》 (2005년 6월 8일 ~ 2005년 7월 21일)